# Embryologie

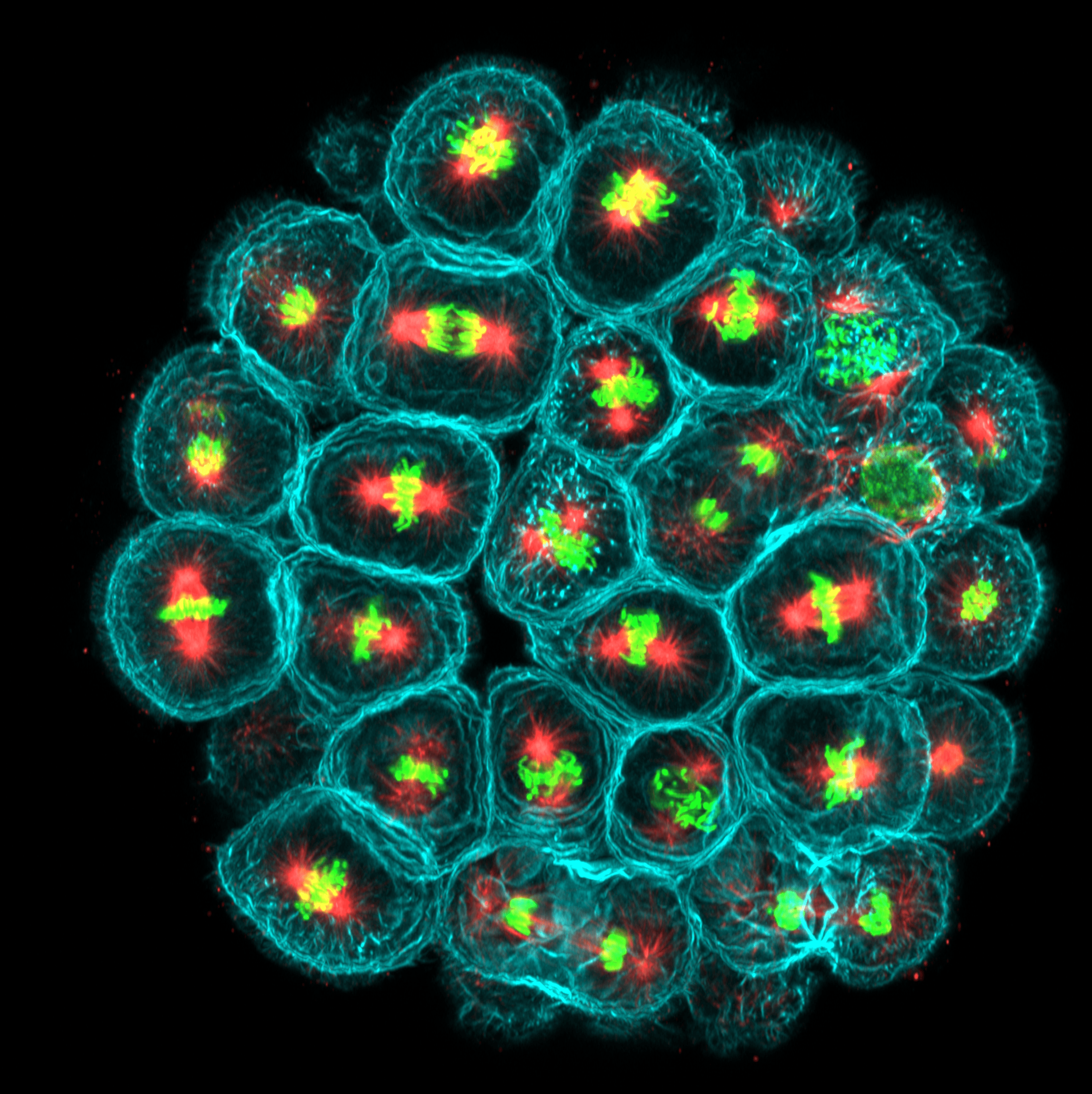
Embryo mořského ježka

Embryologie (z řečtiny znamená „nauka o zárodku“, embryo = zárodek) je vědní disciplína, která se zabývá studiem individuálního vývoje jedince v prenatálním období. Toto období trvá od oplození vajíčka (oplozené vajíčko = zygota) po porod.
Podle zkoumaných objektů se dělí na embryologii rostlin, živočichů a člověka. Morfologická embryologie zkoumá tvarové změny, fyziologická embryologie zkoumá vývoj funkce orgánů, experimentální embryologie zkoumá příčiny změn experimentálními metodami, srovnávací embryologie porovnává vývoj různých druhů organismů. Jedním ze zakladatelů embryologie je K. E. von Baer.

## Zařazení a rozdělení embryologie
- biologie
  - vývojová biologie
    - embryologie

## Schéma embryogeneze člověka
Vývoj zárodku (embryo) = embryogeneze. Období vývoje embrya a fétu se nazývá těhotenství. Celý vývoj jedince od početí do smrti je ontogeneze.
```
 
vajíčko
 (
ovum
) + 
spermie
 (spermatozoon)
       |               |
       |               |
       +---------------+    
               |
               | spojení 
gamet
 (= 
oplození
)
               |
        --- 
zygota

        |     |
        |     | 
rýhování
 (
mitotické
 dělení zygoty)
        |     | 
        |   
blastoméry
 = dceřiné buňky
 
embryo
 /     | 
        \   
morula
 (tvoří ji 16  a více blastomér)
        |     | 
        |   
blastocysta
 (kulovitý útvar, který tvoří ploché buňky – 
trofoblast
 a buněčný uzel – 
embryoblast

        |     |
        |     | implantace = 
nidace
 = uhnízdění na děložní sliznici
        |     |
        ---   |
            plod (
fétus
) = jedinec ve fetálním vývojovém období od 3. lunárního měsíce do porodu: vývoj orgánových systémů, růst plodu, diferenciace orgánů
```

Embryo je od 2. do 8. (nebo 10.) týdne intrauterinního vývoje: tvoří se ze dvou zárodečných listů zárodečný terčík a tvoří se hlavní orgánové základy

## Měření embrya
- crown-rump length (CRL) = temenokostrční délka (TKD) – lépe se určuje pomoci sonografie

pro příklad (přibližné hodnoty) 8. týden TKD je 30 mm, v 12. týdnu 75 mm, v 18. týdnu 160 mm, v 28. týdnu 270 mm a v 38. týdnu 360 mm ukázka.
- global length (GL) = celková délka – temenopatní délka (TPD), u embrya (po fétus) je CRL a GL přibližně stejné.

pro příklad v 8. týdnu TPD 30 mm, 12. týden 90 mm, 18. týden 160 mm, 28. týden 350 mm, 38. týden 500 mm (opět přibližné hodnoty)

## Embryologové
- sir Julian Huxley
- Hans Spemann
- Karl Ernst von Baer